# Xeroniscus erythraeus
Xeroniscus erythraeus is een pissebed uit de familie Eubelidae. De wetenschappelijke naam van de soort is voor het eerst geldig gepubliceerd in 1972 door Ferrara.